# I grandi successi vol.2
I grandi successi vol.2 è una musicassetta incisa da Nilla Pizzi per la Duck Record nel 1990.

## Tracce
1. Verde luna
2. L'amore è zingaro
3. Solamente una vez
4. C'è qualcosa di più
5. Croce di oro
6. Volto di donna
7. Limon limonero
8. Romagna romagna
9. È la sera
10. Amarsi un po'
11. Non era vero
12. Siam tutti italiani